# フラー・キョール
フラー・キョール（Fleadh Cheoil (アイルランド語発音: [fʲlʲaː çoːlʲ]、英語で「ミュージックフェスティバル」"音楽祭"の意味)は、アイルランドの伝統音楽とダンスの学習とパフォーマンスを国内外で促進することを目的とした非営利団体Comhaltas Ceoltóirí Éireann、CCÉが運営する毎年恒例のアイルランド芸術フェスティバルおよびコンテストです。この団体はいくつかの国に国際支部を維持しています。
毎年、異なる町や都市がFleadh Cheoilの開催地となり、参加者全員が新しいミュージシャンやスタイルに触れ、新しいレパートリーを発見する機会を提供します。何十年にもわたり、Fleadh はマリンガー、スライゴ、タラモアなど、大都市や町から田舎の村まで、あらゆる場所で開催されてきました。このイベントで最も権威があり「真剣な」部分であるこのコンテストは、パレード、数え切れないほどの即興のジャムセッション、演奏するミュージシャン（その多くは世界的に有名で、オールアイルランドの過去の優勝者自身）と並んで開催されます。フェスティバルや開催地の町中で自然発生的に行われる公開音楽セッションは、多くの人にとって Fleadh のハイライトとなることが多く、街角、パブ、レストラン、その他の公共の場所でミュージシャンが参加します。 Fleadh Cheoil の競技者と参加者は、アイルランド全土のほか、多くのヨーロッパ諸国、イギリス、アメリカ、カナダ、オーストラリア、ニュージーランド、日本などから集まります。
アイルランド音楽のコンクールでは、優勝者はオール＝アイルランド・チャンピオンシップ（All-Ireland Championship）の称号を得る。
コンクール本選には、出場審査のための様々なステージが設けられている。アイルランド島内（アイルランド共和国および北アイルランド）では県（county）や地方のコンクールがフラーにつながる。グレートブリテン（北アイルランド以外のイギリス）では、フラーへの出場資格を得るためのステージが地方本部毎に設けられている。 北米にはフラー・キョール出場審査のために2つの地方本部が存在する。中部大西洋岸フラー（The Mid Atlantic Fleadh） は、アメリカ東海岸,カナダの東部および沿海州を対象とする。アメリカ中西部フラー（The Midwest Fleadh）の範囲は、北米のその他の地域、クリーヴランド、シカゴ、セントルイス、アトランタ、デトロイトからサンフランシスコである。フラー事前審査の対象外の地域から出場するには、録音を送付して審査を受ける場合がある。
コンクールは年齢ごとに分けられており、12歳以下、12-15歳、15–18歳、18歳以上(シニア)の4つのカテゴリーが存在する。

## 歴史
最初のアイルランド伝統音楽の全国規模のフェスティバルは1951年にマリンガー（Mullingar）で開催された。1951年9月に開かれた最初の会議で、CCÉはこのフェスティバルが全国的な伝統音楽イベントになることを目指してフラー・キョールという名を命名した。フラーはこれまでアイルランド島内の様々な土地で開催されてきている。
年々出演志望者の数が膨らんでいったことに伴って、県（county）や地方の単位で適切なステージが整えられている。さらに、フラー・ヌア（Fleadh Nua (「新しいフラー」の意味。毎年5月にエニスで開催される)）、Fleadh na Breataine (All-Britain fleadh) とグレートブリテン島内地域本部毎のフラー、アメリカでの2つの主要なフラーは、どれもCCÉの毎年恒例の行事になっている。
始まった当初より、フラー・キョールの目的はコンクールを通じてアイルランド伝統音楽の標準を設けることにあった。フラーは主にコンクールとして発展したが、多くのコンサート、ケイリー、パレード、そしてセッションも同時に開かれている。
50年近く経過した今日、フラーは各々のレベルで伝統を受け継ぐ何千もの 音楽家、歌手、ダンサーへ舞台と出会いの場を提供している。2万前後の出演者が毎年フラーで競い合っている。
最大のフラーは2013年デリーであり、43万人が楽しんだ。

## コンクールのカテゴリー
CCÉの2005年の公式ルールでは以下の通り。
なお、コンクールのルールは年々変更されている。最新のルールはCCÉのWebサイトのPress Roomから入手できる。CCÉには英語(constitution)とゲール語版（"Bunreacht"）の2つの規約がある。
- ソロコンクール
  - フィドル
  - 2列配置のボタン・アコーディオン
  - フルート
  - ティン・ホイッスル
  - ピアノ・アコーディオン
  - コンサルティーナ
  - イリアン・パイプス
  - アイリッシュ・ハープ
  - ハーモニカ
  - バンジョー
  - マンドリン（バンジョー＝マンドリンを除く）
  - ピアノ
  - 旧式のメロディオン(old-style melodeon)
  - バウロン
  - ワー・パイプス
  - 3列および5列配置のボタン・アコーディオン、ピッコロ、半音階ハーモニカとその他の弦楽器といった様々な楽器
  - ケイリー・バンドのドラム
  - 伴奏
    - ピアノ
    - アイリッシュ・ハープ
    - ギター
    - ブズーキ、および同等の形状の楽器

  - ゲール語と英語でのソロの伝統歌唱
  - 口笛
  - リルティング
  - 新作バラードとamhráin nua-cheaptha (ゲール語の詞による新作の歌).

- スロー・エア(Slow Air)のソロコンクール  すべての年齢層において開催される
  - フィドル
  - フルート
  - ティン・ホイッスル
  - イリアン・パイプス
  - ハープ (2010年から)

- アンサンブルのコンクール
  - 二重奏
  - 三重奏
  - ケイリー・バンド
  - 楽器演奏グループ(grupaí cheoil)
  - アコーディオン・バンド
  - パイプ・バンド
  - 様々なアンサンブル(Rogha Ghléas)

## 開催地の申請
フラー・キョールの開催を希望する町や都市は数種類の申請書類をArdchomhairle an Chomaltais (CCÉ.内部の最高委員)へ提出する。Ardchomhairleは申請された町とその立地条件を精査する。その後、前回のフラーの数週間後、通常は9月に最終決定が行われる。 一度フラー・キョールのホストに選ばれた町は、2年続けてホストの役割を引き受ける。しかしながら、CCÉ はどんなフラーの成功した町についても2年目の開催に対する拒否権を有する。たとえばその町の開催1年目に土地の貧弱さや組織的な問題などが明らかになった場合がそのようになりうる。
北アイルランドでは、2013年にデリーで初めてフラーが開催された。なお、デリーでフラーが開催された大きな理由の1つに、 イギリス文化都市2013に選ばれていたことが挙げられる。